# Bremer voetbalkampioenschap 1914/15
In 1914/15 werd het zestiende Bremer voetbalkampioenschap gespeeld, dat georganiseerd werd door de Noord-Duitse voetbalbond. Bremer SC werd kampioen, door het uitbreken van de Eerste Wereldoorlog werd er geen eindronde meer gespeeld. 

## Eindstand
| Plaats | Club                   | Wed. | W | G | V | Saldo | Ptn |
| ------ | ---------------------- | ---- | - | - | - | ----- | --- |
| 1.     | Bremer SC 1891         |      |   |   |   |       |     |
| 2.     | BV Sport 06 Bremen     |      |   |   |   |       |     |
| 3.     | FV Werder Bremen       |      |   |   |   |       |     |
| 4.     | VfB 01 Bremen          |      |   |   |   |       |     |
| 5.     | FC Hohenzollern Bremen |      |   |   |   |       |     |
| 6.     | FC Lloyd Bremen        |      |   |   |   |       |     |
| 7.     | Bremer BV 01           |      |   |   |   |       |     |
| 8.     | FV 1896 Komet Bremen   |      |   |   |   |       |     |

|  | Kampioen   |
|  | Degradatie |